# 桂橋路駅
座標: 北緯31度15分14.11秒 東経121度37分49.19秒 / 北緯31.2539194度 東経121.6303306度
桂橋路駅（けいきょうろえき）は中華人民共和国上海市浦東新区金橋鎮と金橋経済技術開発区の境界、川橋路と金穂路の交差点に位置する、上海軌道交通14号線の終着駅。
配線が比較的特殊で、入出庫線の勾配が大きく短距離のため、信号切替に失敗した場合駅に突入する危険性を考慮して、安全側線が設置されている。
計画時の仮称は「金穂路」。

## 駅構造
島式ホーム1面2線の地下駅で、出口は4箇所ある。
桂橋路駅は曹家溝および高速道路橋を渡る必要があったため、建設時には曹家溝の南北に作業立坑を設置し、自由断面管幕法で両者を接続して駅の建設を完了した。

## 駅出口
- 1号出口 - 金穂路
- 3号出口 - 金穂路、桂橋路
- 4A号出口 - 金穂路
- 4B号出口 - 金穂路

## 隣の駅
上海軌道交通
 14号線
金粤路駅 - 桂橋路駅